# Mai 1898

## Événements
- Terreur blanche en Italie. Le général Luigi Pelloux écrase une révolte dans le Sud et la moitié du royaume est placée sous la loi martiale.

- 1er mai :
  - Les Français prennent Sikasso qui est mise à sac.
  - guerre hispano-américaine : victoire de l’amiral George Dewey sur la flotte espagnole dans la baie de Manille. Les Américains occupent les Philippines mais se heurtent à la résistance des forces nationalistes commandées par Emilio Aguinaldo
  - Course automobile de Périgueux (171,8 km). Leys s’impose sur une Panhard.

- 4 mai : érection du Diocèse catholique de Pembroke en Ontario.

- 11 mai : combat de la baie de Cardenas.

- 11 - 12 mai : course automobile entre Bordeaux et Paris. René de Knyff s’impose sur une Panhard.

- 12 mai : bombardement de San Juan de Porto-Rico.

- 13 mai (Royaume-Uni) : le secrétaire d’État aux colonies Joseph Chamberlain critique l’isolationnisme britannique. Il évoque un rapprochement avec l’Allemagne, estimant inévitable un affrontement avec les Russes en Extrême-Orient et avec la France en Afrique.

- 19 mai : Emilio Aguinaldo, réfugié à Hong Kong depuis 1897, débarque aux Philippines.

- 27 mai :
  - Blocus de la flotte espagnole par la flotte des États-Unis dans la rade de La Havane.
  - La France acquiert en location la baie de Guangzhou Wan.

- 31 mai : création de la Compagnie générale d'électricité (future Alcatel).

## Naissances
- 3 mai :
  - Antoine Balpêtré, acteur français († 29 mars 1963).
  - Golda Meir, femme politique israélienne, ancien premier ministre d'Israël († 8 décembre 1978).
- 4 mai
  - Georges Dumézil, linguiste et historien des religions français
- 5 mai : Krum Lekarski, cavalier bulgare († 2 mars 1981).
- 8 mai :
  - Henri Adeline, général de brigade et résistantfrançais († 30 avril 1971).
  - Alojzije Stepinac, cardinal croate, archevêque de Zagreb († 10 février 1960).
- 10 mai : Giacomo Violardo, cardinal italien de la curie romaine († 17 mars 1978).
- 15 mai :
  - Arletty, actrice française († 23 juillet 1992).
  - Henri Padou, nageur français
- 16 mai :
  - Kenji Mizoguchi, réalisateur japonais († 24 août 1956).
  - Tamara de Lempicka, peintre américain d'origine polonaise († 18 mars 1980).
  - Marcel Griaule, ethnologue français († 23 février 1956).
- 18 mai : René Simon, professeur d'art dramatique français († 17 février 1971).
- 19 mai : Julius Evola, penseur italien († 11 juin 1974).
- 20 mai : Paul Gouin, politicien québécois.
- 21 mai : Armand Hammer, collectionneur d'art.
- 24 mai : Joseph Doerflinger, pilote français, pionnier de l'aéropostale († 20 octobre 1970).

## Décès
- 13 mai : François Bourassa (homme politique)
- 14 mai : Alphonse Nothomb, homme politique belge (° 12 juillet 1817).
- 20 mars : Ivan Ivanovitch Chichkine, peintre russe.